# Coccygidium demerarus
Coccygidium demerarus är en stekelart som först beskrevs av Günther Enderlein 1920.  Coccygidium demerarus ingår i släktet Coccygidium och familjen bracksteklar. Inga underarter finns listade i Catalogue of Life.